# 涌田宏昭
涌田 宏昭（わくた ひろあき、1930年1月15日 - 2003年8月25日）は、日本の経営学者。東洋大学名誉教授。

## 略歴
東京出身。1953年早稲田大学商学部卒、1959年同大学院博士課程満期退学、甲南大学理学部専任講師、1961年経営学部専任講師、1963年東洋大学経済学部専任講師、1964年助教授、66年経営学部助教授、1970年教授。2000年定年、名誉教授。日本情報経営学会初代会長。子に涌田幸宏（1964-）名古屋大学准教授。

## 著書
- 『経営事務管理論』白桃書房 1965
- 『会計情報システム入門』日本経済新聞社 日経文庫 1971
- 『オフィス・オートメーション』白桃書房 1980
- 『オフィス・オートメーション入門』日本経済新聞社 日経文庫 1981
- 『OAとネオ・マネジメント』白桃書房 1982

### 共編著
- 『コンピュータ科学入門』編著 白桃書房 1969
- 『プログラマーの手引』編著 税務経理協会 1969
- 『情報処理の理論と方式』編 税務経理協会 1970
- 『会計情報システム講座 3 会計情報システムの設計』編 日本経営出版会 1971
- 『システム経営 入門講座 4 情報会計入門』責任編集 ビジネス社 1971
- 『経営情報科学講座 1 (コンピュータ科学概論)』編著 白桃書房 1972
- 『経営情報科学講座 2 (組織と集合の論理)』編著 白桃書房 1972
- 『システム経営 入門講座 3流動性組織論入門』大川信明,斎藤弘行共著 ビジネス社 1972
- 『会計情報ハンドブック』大山政雄共責任編集 同文舘出版 1974
- 『経営情報管理論』編著 実教出版 1975
- 『経営情報論』編 有斐閣双書 1975
- 『入門経営学叢書 9 経営情報管理』編 法学書院 1975
- 『経営情報科学講座 1 (コンピュータ科学と経営情報』編著 白桃書房 1977
- 『経営情報科学講座 4 (営業管理と情報システム)』編著 白桃書房 1978
- 『経営情報科学論 オフィス・オートメーションの基礎』編著 中央経済社 1980
- 『現代オフィス・オートメーション 甦るオフィス・システムの指針』編著 日本経営出版会 1980
- 『新経営時代のOA読本』編著 税務経理協会 1982
- 『誰にでもわかるOA用語入門 これだけで十分!!400語でわかるOAのすべて』編著 こう書房 1982
- 『FAとOA コーポレイト・オートメーションをめざして』人見勝人共著 日刊工業新聞社 1983
- 『経営情報科学総論』編著 中央経済社 1986
- 『経営情報科学の展開』編著 中央経済社 1989
- 『OA小辞典』編 有斐閣小辞典シリーズ 1991
- 『新しい経営情報科学』編著 中央経済社 1995
- 『情報化の経営と組織』涌田幸宏共著 中央経済社 1996
- 『ネットワーク社会と経営』編著 中央経済社 1998
- 『複雑系の経営学 創造と崩壊から生まれる経営』編著 税務経理協会 1999
- 『サイバーオーガニゼーション 新しい経営学へのパースペクティブ』旭貴朗,涌田智昭,涌田幸宏,内藤勲,寺島和夫共著 中央経済社 2001

### 翻訳
- 『オートメーションと新しい経営』訳編 ダイヤモンド社 1956
- 『オートメーション企業の展望』山城章共訳 中央経済社 1957
- ローランス・A.アプレー『経営は変る』正続 後藤友彦共訳 日本生産性本部 1959
- ヒックス, プレース『事務管理』岸本英八郎共訳編 日本生産性本部 アメリカ経営学大系 1961
- マリリン・C.バーク『これからの秘書 そのマナーと実務』訳編 日本事務能率協会 1962
- ケネス・J.アルバート編『情報処理システム・原価管理』監訳 日本生産性本部 経営実践シリーズ 1983